# Сара Певе
Сара Певе (англ. Sarah Poewe, 3 березня 1983) — південноафриканська плавчиня.
Призерка Олімпійських Ігор 2004 року, учасниця 2000, 2008, 2012 років.
Призерка Чемпіонату світу з водних видів спорту 2005, 2009 років.
Чемпіонка світу з плавання на короткій воді 2000 року, призерка 2002 року.
Чемпіонка Європи з водних видів спорту 2012 року, призерка 2006 року.
Чемпіонка Європи з плавання на короткій воді 2002, 2003, 2004 років, призерка 2007 року.
Призерка Пантихоокеанського чемпіонату з плавання 1999 року.
Призерка Ігор Співдружності 2002 року.